# Sifflet
Pour l’article homonyme, voir Sifflet (navire).
Un sifflet est un petit instrument à vent permettant de produire un sifflement strident équivalant à un signal fort.

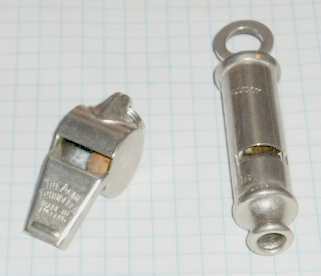
Sifflets de police : à gauche à roulette, à droite un sifflet droit.

## Facture
Les sifflets partagent avec les flûtes le mécanisme d'induction de l'air par biseau pour produire un son.
Certains sifflets sont dits à roulette : une cavité cylindrique située en sortie du biseau permet de loger une bille ou un petit cylindre. En tournoyant sous la pression de l'air, la roulette vient périodiquement fermer la sortie du biseau, ce qui permet d'obtenir un roulement dans le son produit. Certains modèles de sifflets sans roulette permettent cependant d'obtenir cette modulation du son, par un jeu de perturbations induites dans le flux d'air sortant par la forme même du biseau.
Certains sifflets, dit sifflets à ultrasons, émettent des sons à très haute fréquence, inaudibles par l'oreille humaine. Ils sont utilisés dans le dressage de certains animaux, tels les chiens, dont l'oreille est sensible à ces fréquences. Il existe également des sifflets à infrasons.
Certains sifflets, dit sifflets à membrane, émettent des sons grâce à la vibration de leur membrane dans l'air, produit par un souffle sur cette dernière.
De nombreux appeaux fonctionnent à partir de sifflets améliorés.

## Jeu
Ce type d'instrument est employé dans différentes disciplines :
- Musicales, comme dans la musique brésilienne, où on le trouvait, jusque dans les années soixante comme instrument à part entière, l'apito, dans une forme à trois tons (généralement associée à une roulette), dans le genre musical du samba. Les trois tons sont obtenus en bouchant une ou deux des sorties latérales avec les doigts, modifiant ainsi le volume d'air dans la cavité centrale selon le même principe que sur une flûte ou un ocarina.

Sa version de sifflet d'arbitre (type Fox40) est également employée comme instrument de direction musicale dans les batteries de percussions, car sa sonorité perçante et puissante (environ 110 dB(A)) lui permet d'être entendu malgré le niveau sonore ambiant très élevé.

Sifflets musicaux
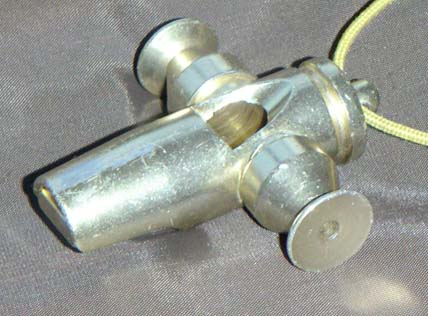
Apito de samba à trois tons.
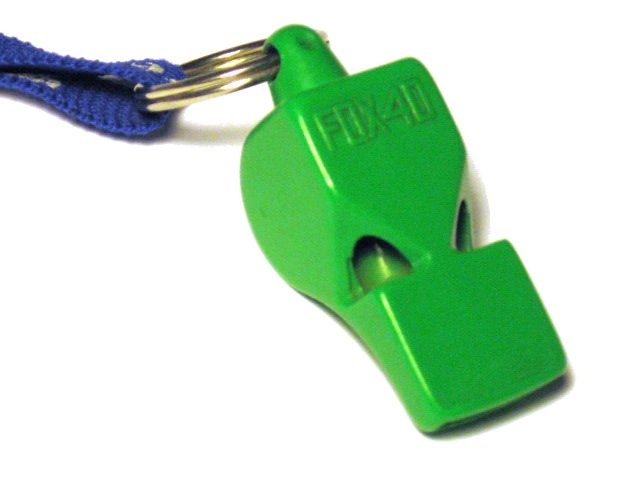
Sifflet d'arbitre de batucada sans roulette.
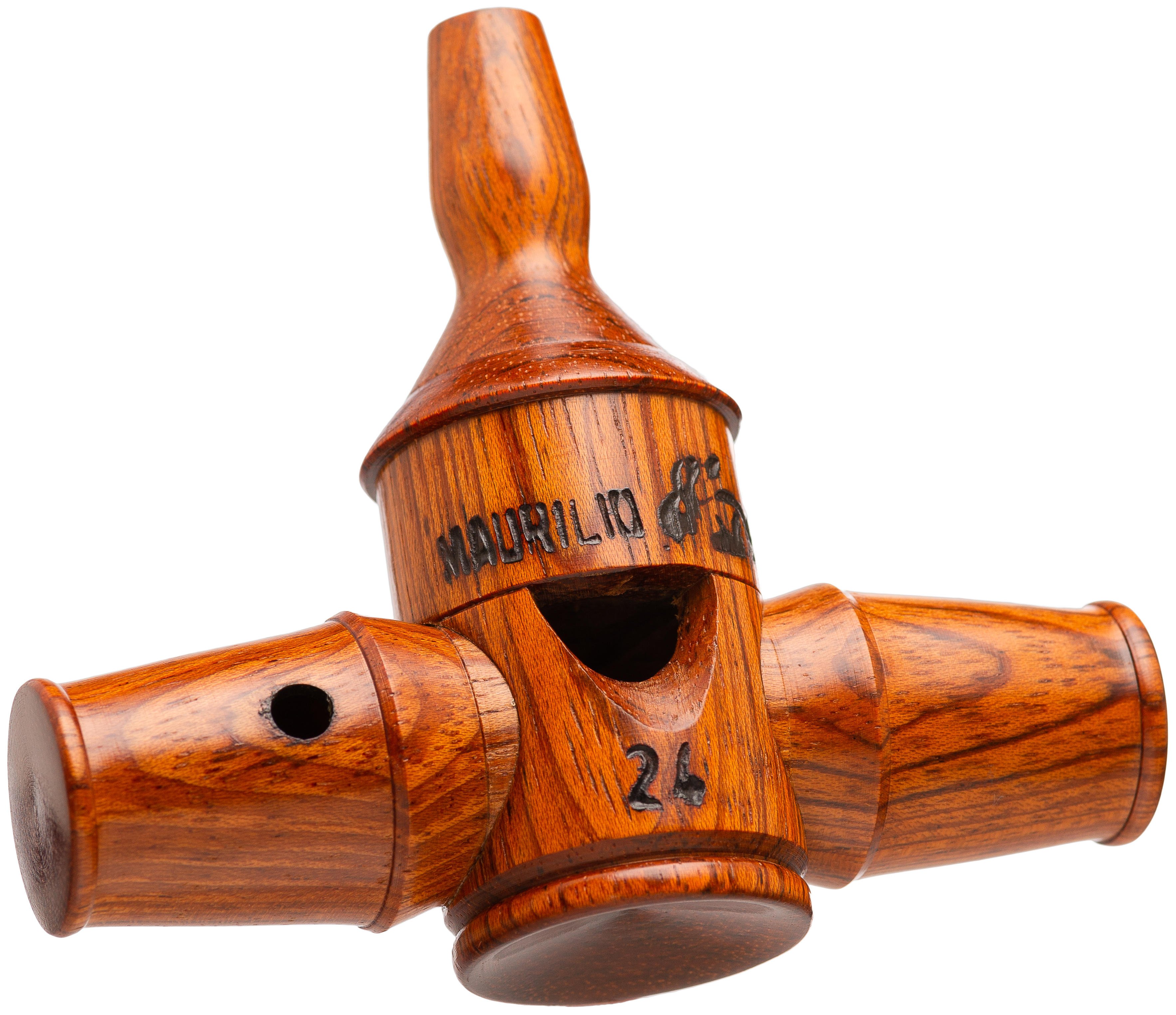
sifflet à oiseaux

On trouve aussi une flûte à une seule note, de type sifflet, en bois ou en pierre taillés, en argent ou en os (dans l'antiquité), dans la musique traditionnelle du peuple Mapuche au Chili : c'est la pifülka ou pifilka ou encore Pifüllka, ; elle est utilisée pour créer des effets rythmiques (parfois hors rythme) ou harmoniques (car elles ne sont pas toutes accordées pareil). Elle a aussi une fonction rituelle dans la cérémonie du Nguillatún ou Guillatún (es). Cette flûte est d'origine précolombienne : on la trouve illustrée dans le grand-œuvre du chroniqueur indigène Felipe Guamán Poma de Ayala du XVIe siècle : El primer nueva corónica y buen gobierno. Elle est aussi au centre d'un conte traditionnel recréé par Osvaldo Torres dans 15 contes d’Amérique latine : La pifilka magique.

Pifilka, flûte-sifflet traditionnelle mapuche
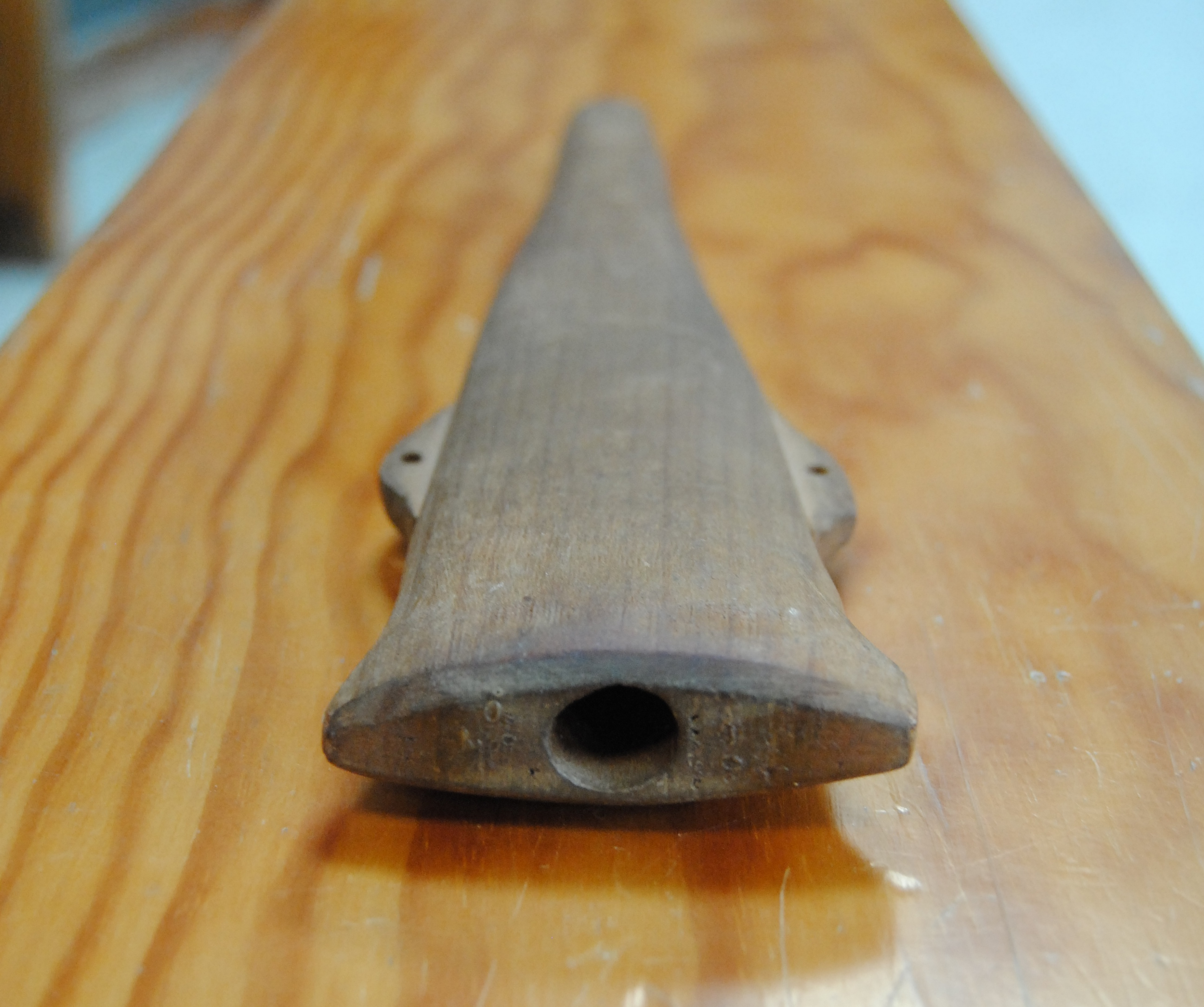
Orifice de pifilca, flûte patagonienne d'une seule note, utilisée surtout rituellement.
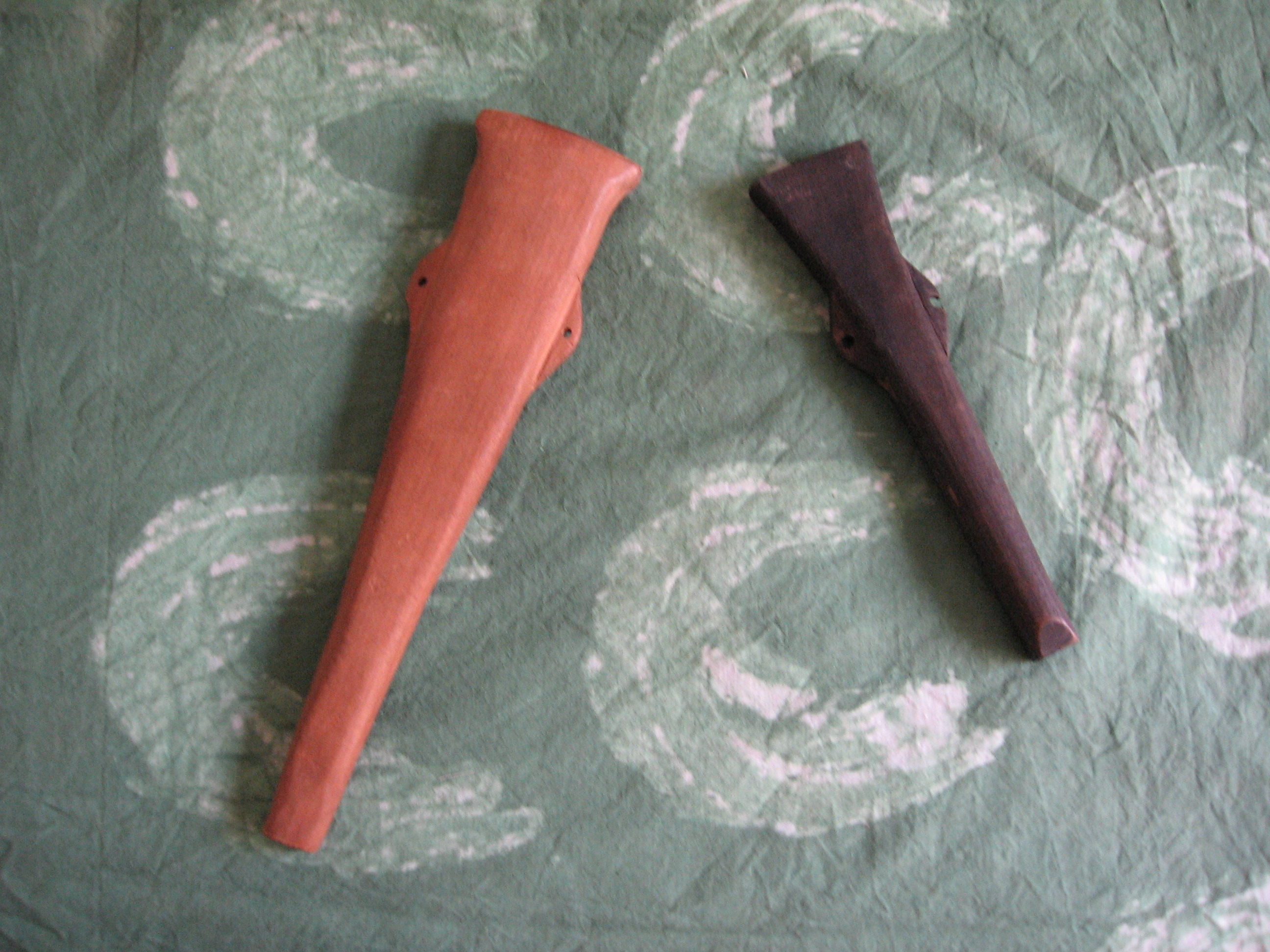
Autres pifilcas (ou pifüllkas), vues en plan.

- Réglementaires :
  - Sportives pour l'arbitrage ;

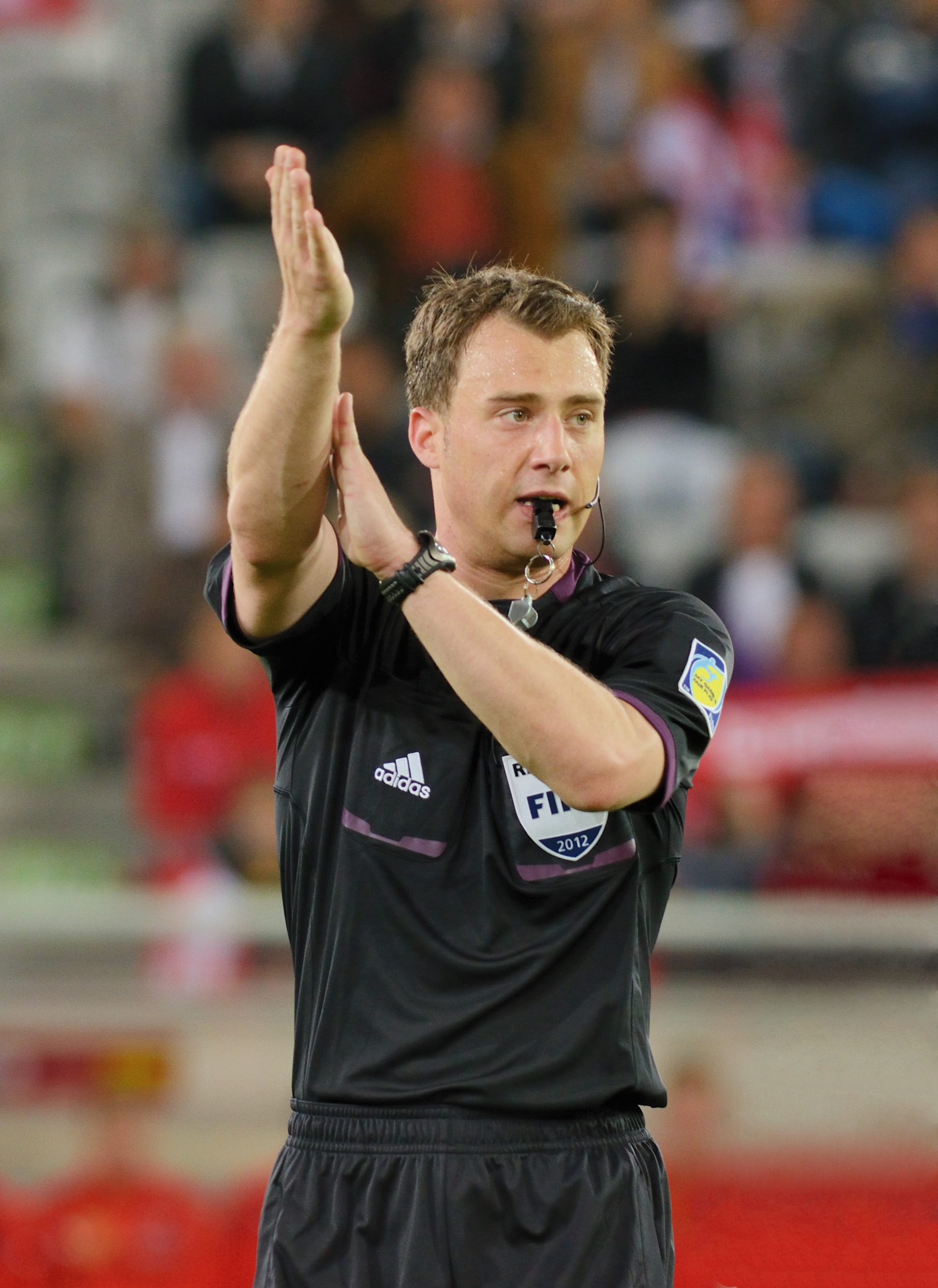
Arbitre de football avec son sifflet à la bouche.

  - Coercitives, par les services de police et de secours, pour la surveillance des baignades.
- Ludiques, comme dans certains jouets ;
- Artistiques, par exemple, lors de représentations de siffletistes de tunnel.